# Поиск (компьютер)
«Поиск» — 16-разрядный персональный компьютер, ограниченно совместимый с IBM PC/XT. Выпускался Киевским НПО «Электронмаш». Первоначально основными потребителями данного компьютера стали учебные заведения СССР.
Розничные варианты поставки имели цифровую нумерацию. Комплекты отличались между собой типом системного модуля, его оснащением, типом блока питания. Комплекты «Поиска» 1, 1.01 включали системный модуль первой ревизии, комплекты 1.02, 1.03, 1.05 — системный модуль второй ревизии с 128 КБ ОЗУ, комплекты 1.04, 1.06 — системный модуль второй ревизии с 512 КБ ОЗУ.

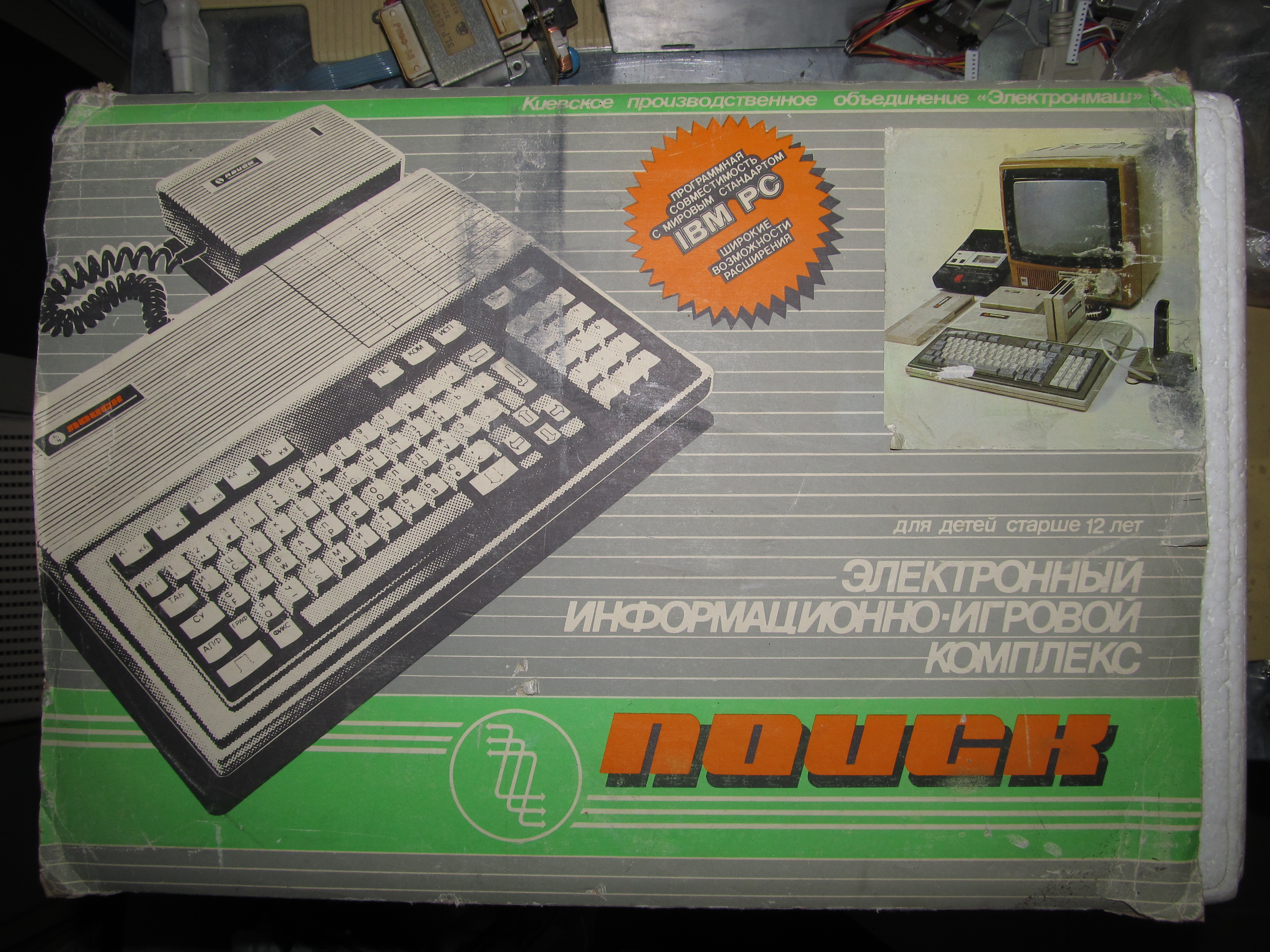
Коробка от «Поиска»

## Технические характеристики

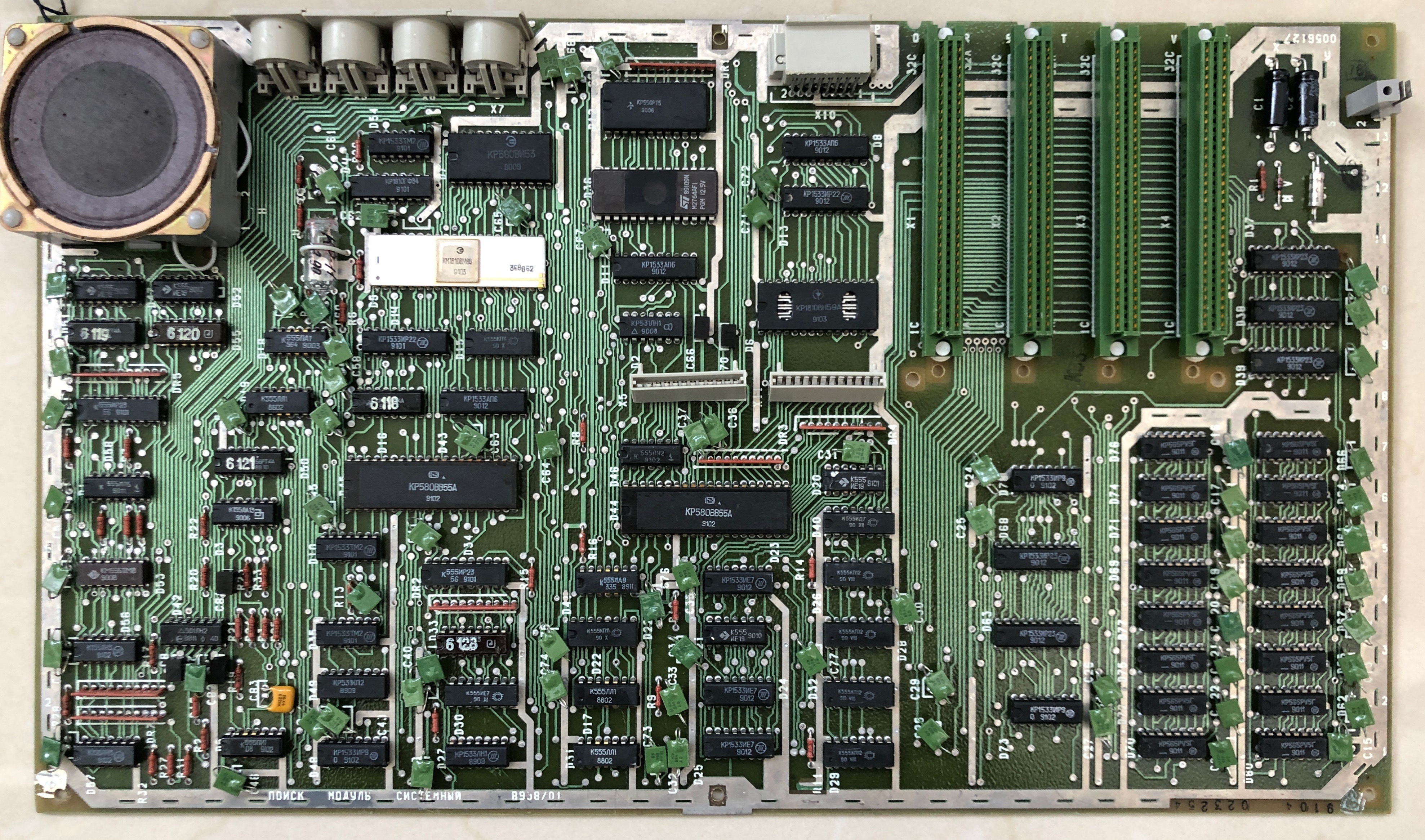
Материнская плата ПК «Поиск»

- Процессор: КМ1810ВМ88 (аналог Intel 8088) на тактовой частоте 5,0 МГц (в отличие от 4,77 МГц в IBM PC/XT).

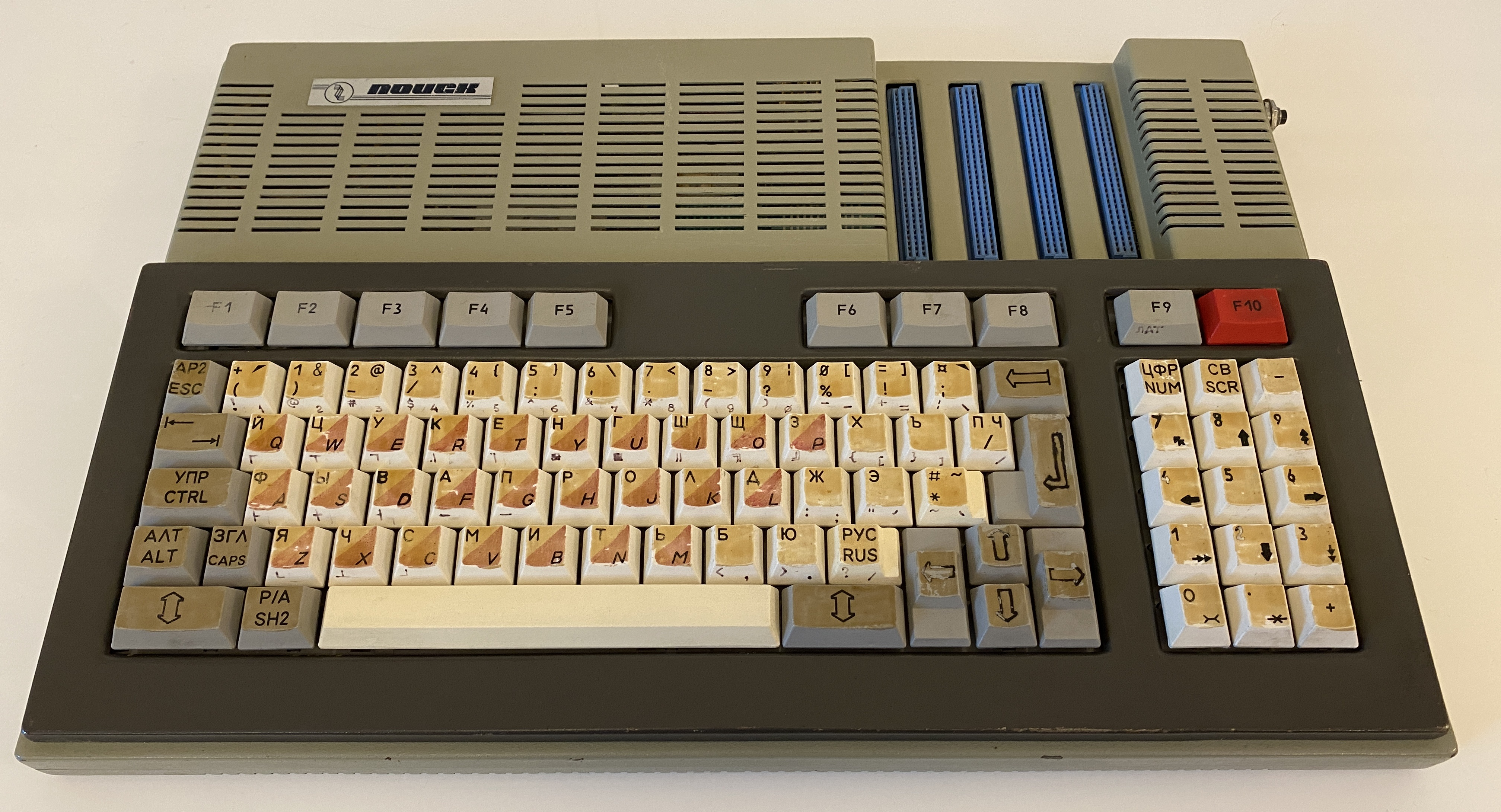
Предсерийный прототип "БМ ЭВМ"

- Этикетка с ценойПредсерийный прототип "БМ ЭВМ"Память: ОЗУ 128 КБ (1.0, 1.01, 1.02, 1.03 и 1.05) или 512 КБ (модели 1.04 и 1.06), из которых 32 КБ отводилась под видеопамять и, соответственно, 96 или 480 КБ (расширяемая до 640 КБ, со сторонними драйверами — до 736 КБ) — под программы, ПЗУ 8/16 КБ.

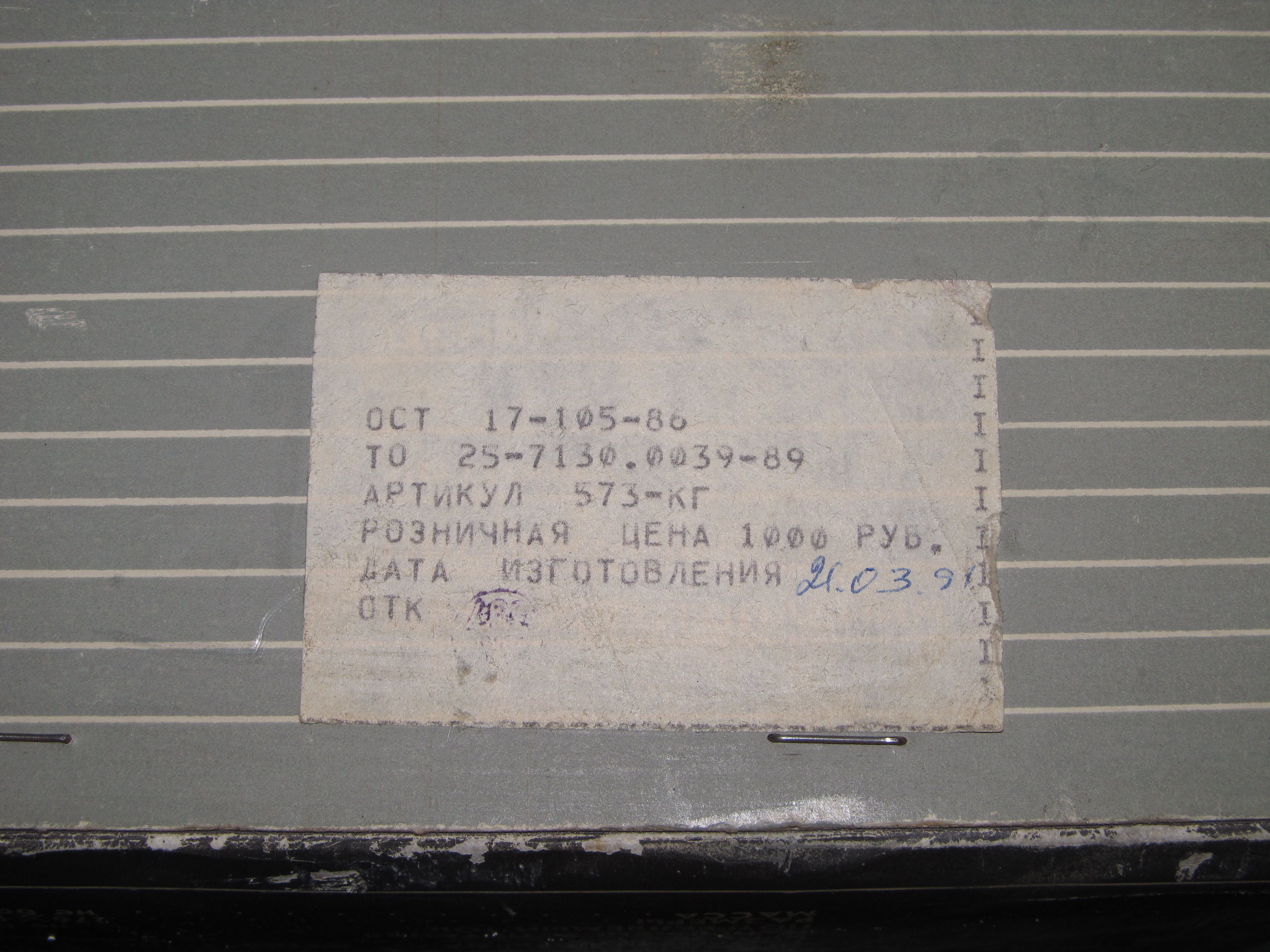
Этикетка с ценой

- Видео: встроенный видеоадаптер, в графических режимах совместимый с CGA (320×200 точек, 4 цвета; 640×200 точек, 2 цвета; текстовые режимы — эмулировались, для кириллических символов использовалась альтернативная кодировка (так называемая codepage 866); имеется выход на бытовой телевизор.
- Возможности расширения: 4 слота расширения (аналог 8-битной XT BUS с небольшими отличиями) для подключения дополнительных устройств.
- Внешние запоминающие устройства: бытовой кассетный магнитофон; дисковод гибких магнитных дисков (до 2 шт. на адаптер, от 360 КБ до 1,44 МБ, через блок расширения); винчестер (MFM/IDE, через блок расширения)

Конструктивно — моноблок с материнской платой и клавиатурой, блок питания внешний. Базовая конфигурация сделана максимально дешёвой. Функции контроллера клавиатуры возложены на центральный процессор, кроме того, все обращения к стандартным портам видеоконтроллера CGA вызывали немаскируемое прерывание ЦП, по которому процессор эмулировал работу БИС видеоконтроллера. В результате этого производительность была значительно ниже, чем у XT, что не могла скомпенсировать увеличенная частота процессора. Дополнительные возможности достигались за счёт подключения блоков расширения, вставляемых в слоты (в верхней части корпуса, справа).
Выпускались как «официальные» блоки расширения, разработанные производителем (их производство было налажено заводами НПО «Электронмаш» и житомирским ПО «Электроизмеритель»), так и множество блоков расширения от сторонних предприятий и кооперативов.
Блоки расширения от производителя:
- В003 — Картриджи с программами в ПЗУ
- В107 — Блок дополнительной памяти (256 КБ)
- В108 — Блок дополнительной памяти (512 КБ), совмещённый с контроллером принтера, совместимым с XT
- В109 — Блок дополнительной памяти (512 КБ), по сути, урезанная версия В108, лишенная контроллера принтера
- В504 — Контроллер НГМД на базе БИС КР1818ВГ93 — поддерживает до двух НГМД 360/720 КБ
- В620 — Адаптер портов ввода-вывода — один последовательный порт ИРПС, один параллельный порт ИРПР-М (не совместимы по адресам с ХТ)
- В621 — Адаптер джойстика, собственная разработка, не совместим с джойстиком XT
- В622 — джойстик для адаптера В621
- В623 — комбинированный синтезатор МУЗЫКА-РЕЧЬ (звуковая карта)
- В860 — Программатор ПЗУ
- В939 — Блок дисководов (в зависимости от ревизии — один или два 5.25" дисковода в металлическом корпусе)
- В942 — Контроллер НЖМД с интерфейсом MFM на базе БИС КР1809ВГ7 (аналог WD1010)
- В943 — Адаптер мыши + мышь (3 кнопки)
- В944 — Адаптер локальной сети (собственная разработка, позволяет объединять до 16 машин в одну сеть со скоростью до 64 Кбит)

Прочие блоки расширения, доступные от других разработчиков:
- Контроллер НЖМД с интерфейсом IDE
- Программный модем — 2400 бод, совместим с Lexand TS2400
- Внешние видеокарты CGA/VGA
- Модуль часов реального времени
- Плата COM-портов
- Плата виртуального жесткого диска (1 МБ), энергозависимая - при выключении питания данные пропадали.

Напрямую к «Поиску» можно было подключить монитор и магнитофон. Блоки расширения позволяли подключить к «Поиску» такую периферию как принтер (например, Robotron K6311M) и жесткий диск (например, Seagate 40 МБ).
ПЗУ содержал базовую систему ввода-вывода (BIOS), 16-килобайтное ПЗУ также включало программу загрузки по сети.
При запуске выводилась стандартная надпись:
```
 BIOS (C)1991, POISK
 ====================
  F1-Работа с кассетой
  F2-Работа с ПЗУ
  _

```

## Программное обеспечение
- Без дисковода:
  - кассетный Бейсик,
  - игры (до 64 КБ на кассетах),
  - картриджи с программами.
- С дисководом:
  - MS-DOS всех версий (обычно MS-DOS 3.30),
  - программы для MS-DOS, использующие видеорежим CGA,
  - МДОС (Малая дисковая операционная система) — аналог MS-DOS v3.30, первоначально разрабатывалась для ЭВМ СМ-1810 и СМ-1820.

## Поиск-2
«Электронмаш» выпускал также компьютеры «Поиск-2» и «Поиск-3».

### Официальные версии
«Поиск-2» — аналог IBM PC/XT, совместимый с PC/XT как на программном, так и на аппаратном уровне. Построен на отечественной элементной базе.
Технические характеристики:

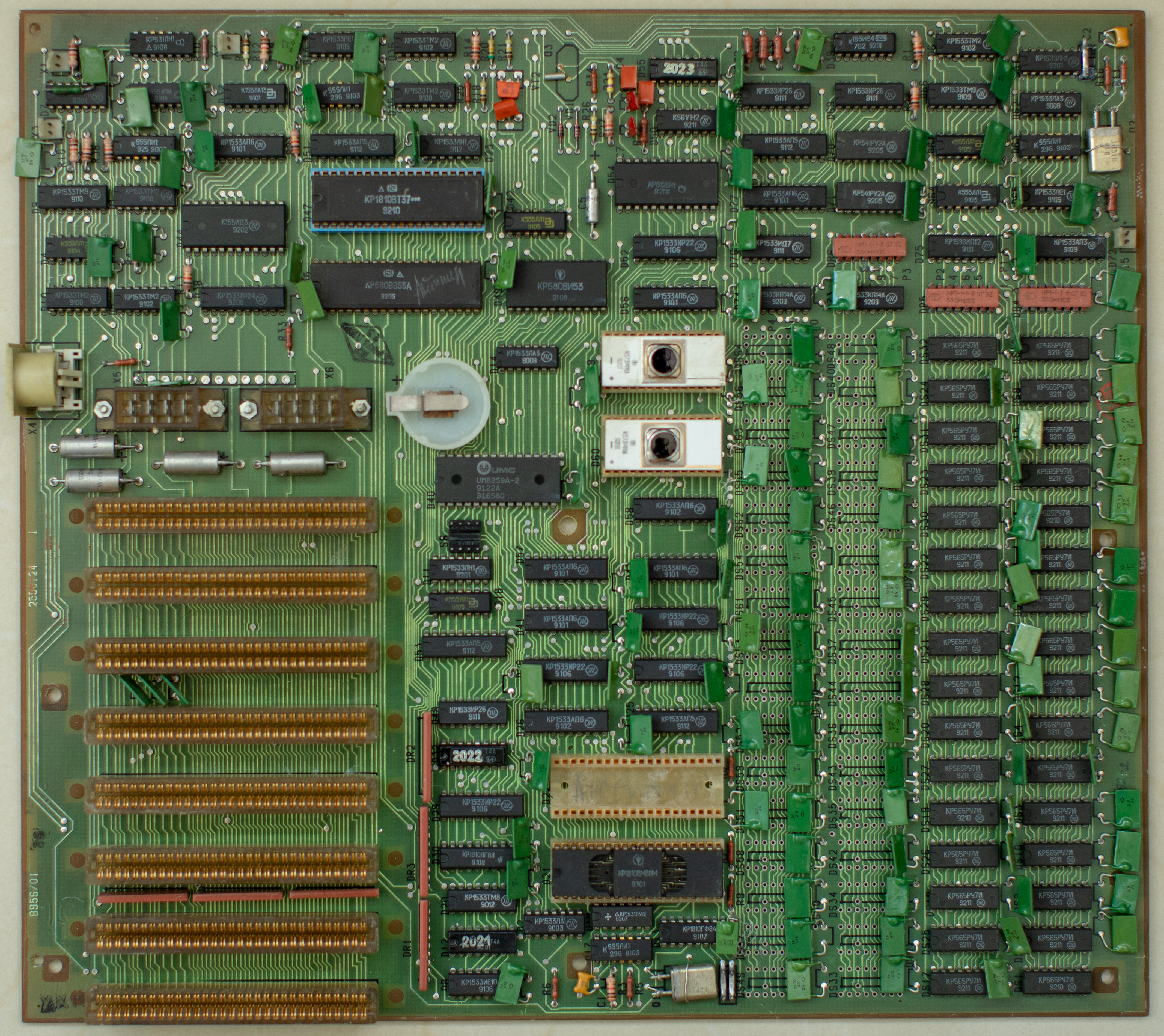
Материнская плата ПК «Поиск-2»

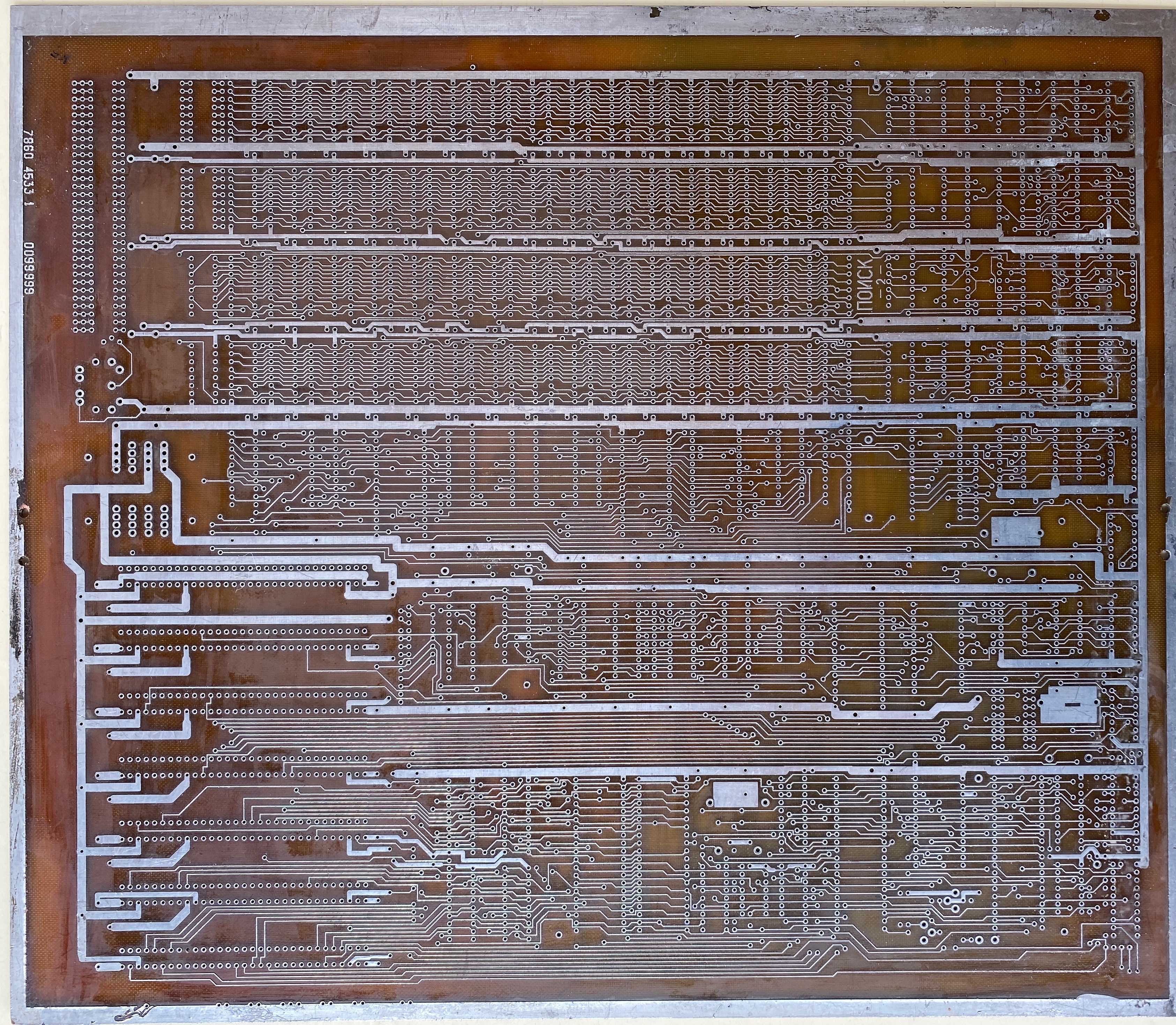
Прототип с другим размещением компонентов

- Процессор — КР1810ВМ86М, 8 МГц. Возможна была комплектация математическим сопроцессором К1810ВМ87Б.
- ОЗУ — 640—2048 КБ на К565РУ7 и К565РУ5. Интересной особенностью компьютера была возможность автоматически отключать те блоки ОЗУ, которые не проходили тест памяти. В одном блоке ОЗУ (всего 4 блока) располагались микросхемы К565РУ7 или К565РУ5, что составляло 512 Кб или 128 Кб, соответственно.
- ОЗУ за пределами 1 Мб использовалась в качестве EMS.
- ПЗУ — 16 КБ.
- Видеоадаптер — могли устанавливаться видеоадаптеры Hercules и Extended CGA (32К видеопамяти, нестандартные для CGA дополнительные видеорежимы) собственной разработки, видеоадаптер EGA собственного производства, но на иностранном чипсете CityGate D10, а также VGA производства Realtek.
- Наличие микросхемы RTC и CMOS-памяти, конфигурирование системы осуществлялось с помощью программы BIOS Setup, а не с помощью перемычек, как в классической XT.
- Контроллер жестких и гибких дисков, на основе микросхем i82064 и i8272, позволяющий подключить один MFM/RLE жесткий диск и до двух 5,25" 1,2-МБ или 3,5" 1,44-МБ флоппи-дисководов.
- Контроллер портов, с двумя COM-портами и одним LPT-портом.

Довольно часто эти ПК использовались в качестве «преподавательских» при построении компьютерных классов на базе системы «Поиск-1»; также на их базе строились самостоятельные компьютерные классы.

### Неофициальные
- Поиск-2.286 — аналог IBM PC AT на основе процессора Intel 80286 с видеоадаптерами EGA или VGA
- Поиск-2.386 — компьютер на основе процессора Intel 80386SX
- Поиск-2.486 — Intel 486, OPTI 82C495SLC chipset и т. д.

Это машины в большинстве всего были самодельными ПК, собранными из комплектующих сторонних производителей в корпусе Поиск-2, в том числе и непосредственно на предприятии «Электронмаш» или в сервис-центре «Электронмаш». Зачастую такие машины были «фирменной» модернизацией «Поисков-2».

## Поиск-3
«Поиск-3» — переработанная модель «Поиска-2», изменения в которой были направлены на упрощение и удешевление конструкции за счёт использования микросхем высокой степени интеграции вместо дискретной логики. Выпускался мелкими партиями в самом начале 1990-х годов.
Технические характеристики:

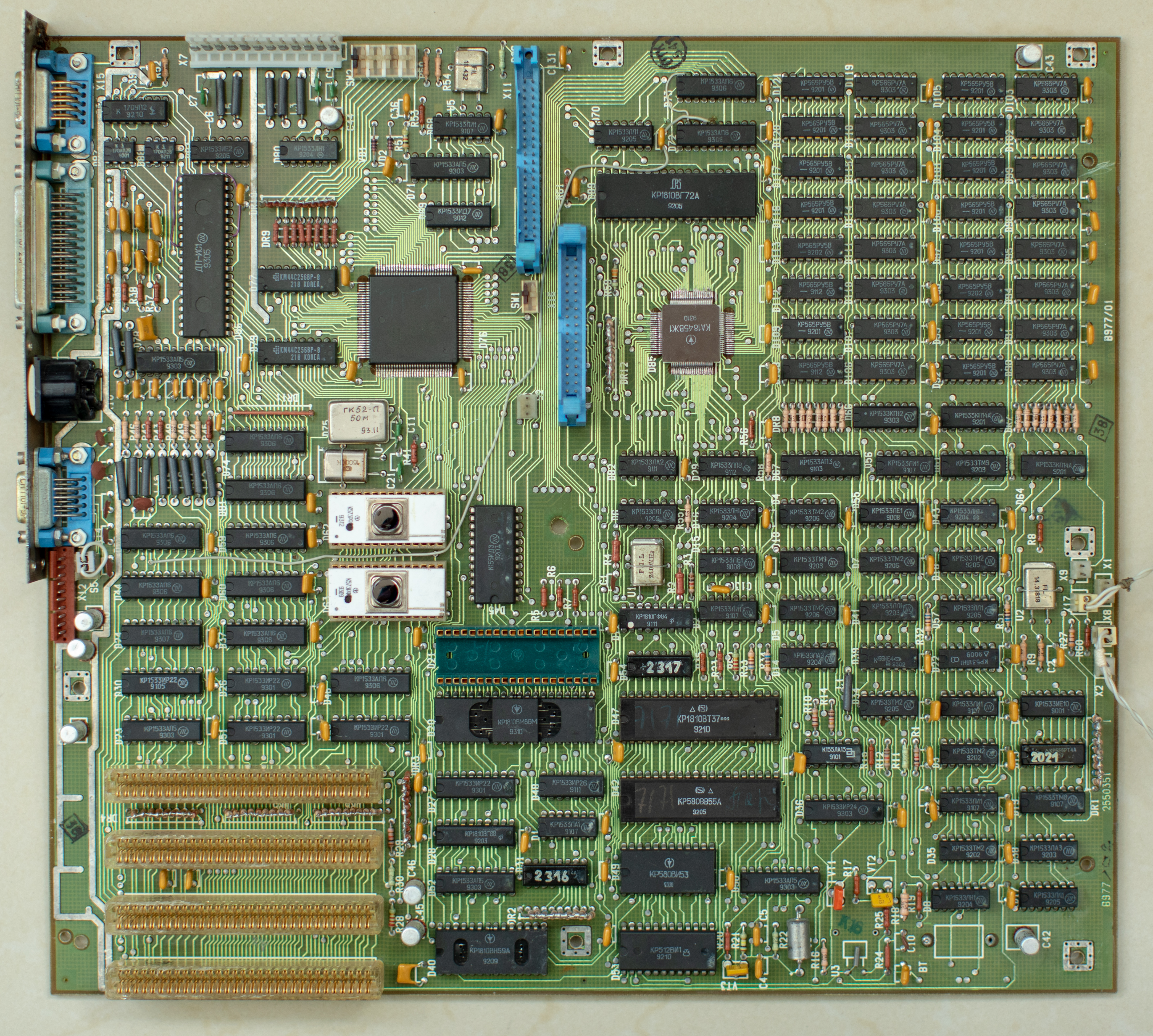
Материнская плата ПК «Поиск-3»

- Процессор — К1810ВМ86М с возможностью установки сопроцессора К1810ВМ87Б, нередко комплектовался процессором Intel 8086-2.
- Тактовая частота — 8 МГц.
- ОЗУ — 640 КБ.
- Видеоадаптер EGA.
- Контроллер НЖМД — IDE
- Построен на планарной технологии, когда на одной плате находились как основные компоненты, так и контроллеры периферийных устройств. Интересен тем, что включал в себя интегрированный контроллер флоппи-дисковода на микросхеме КА1845ВЖ1, разработанной киевским НПО «Квазар», а также интегрированный в один чип контроллер EGA и LPT (Citygate D10).

## Эмуляция
Эмулятор MAME имеет драйверы poisk1 и poisk2.
Имеется более полный эмулятор «Soviet PC», но его разработка приостановлена в 2009 году.